# Gérasa (província)

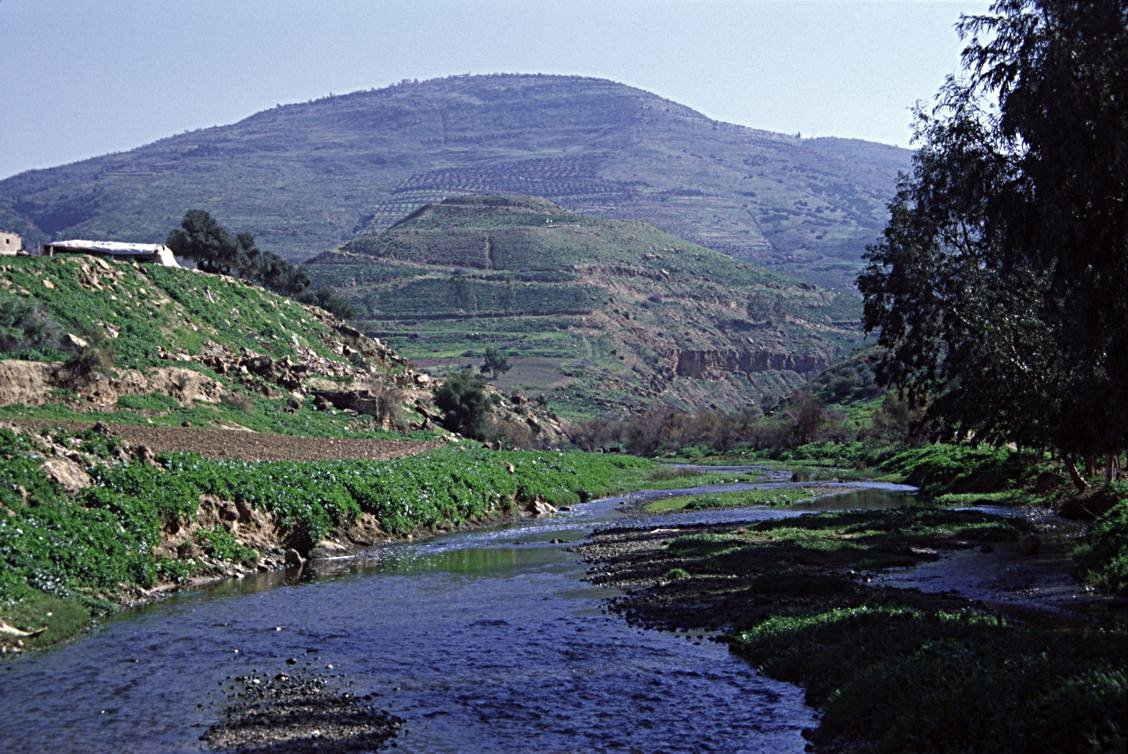
Rio Zarca passando nas montanhas de Gérasa

Gérasa (em árabe: جرش; romaniz.: ‎‎‎Jerash) é uma das províncias da Jordânia. Porta o nome de sua capital e maior cidade, Gérasa. Gérasa tem a menor área das 12 províncias jordanianas, porém tem a segunda maior densidade, após Irbide. A província de Gérasa está na sétima posição do ranking populacional.

## História
No século I, a cidade de Gérasa experimentou uma ascensão rápida sob domínio romano. Tornou-se parte da Decápole e cresceu cada vez mais competitivo com a antiga Petra como uma cidade comercial. Os moradores ganharam minérios nas montanhas próximas de Ajloun. A partir de meados do século I, levando à ascensão da construção ativa e uma rica abundância de monumentos arquitetônicos, ainda hoje impressionantes. No século II, as guerras de expansão do Império Romano na Ásia levaram a ganhos adicionais.
Estradas foram construídas para Pela, na Filadélfia (agora Amã), Dion e a capital provincial Bostra. O imperador Adriano visitou a cidade no inverno de 129-130. Nos séculos seguintes, a situação política na região mudou radicalmente e os meios das cidades diminuíram. Durante esse tempo, também o cristianismo estava em ascensão e muitas igrejas foram construídas. Gérasa tinha o seu próprio bispo – ainda hoje é um Titularbisto -  e o bispo Placo (ou Planco) participou do Concílio de Calcedônia. O matemático neopitagórico Nicômaco de Gérasa veio desta cidade.

## Geografia

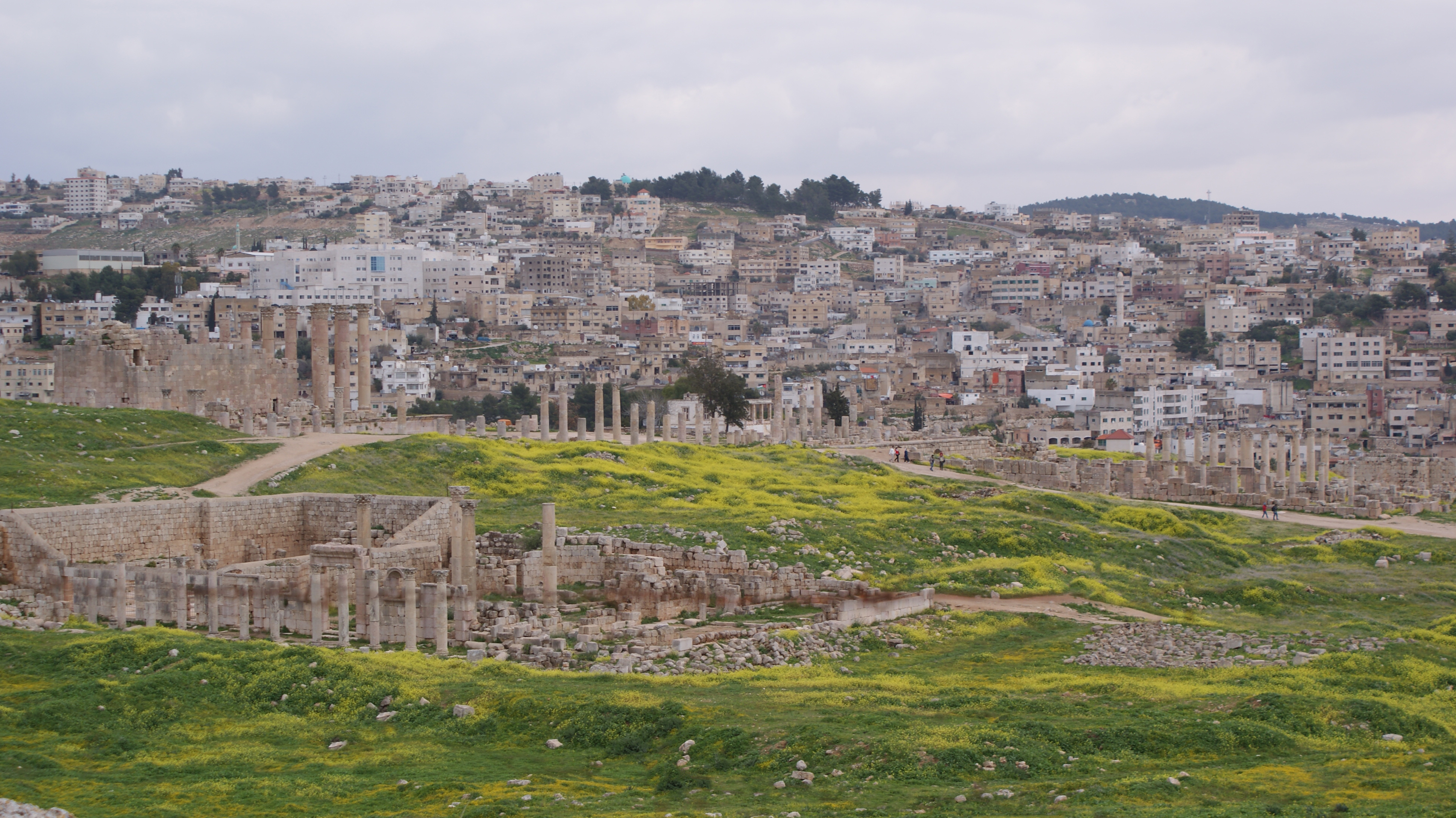
A cidade de Gérasa é a capital da província

Gérasa é uma região montanhosa com terras férteis, cuja província faz fronteira com a norte com província de Irbide, a oeste com a de Ajloun, a leste com as de Mafraque e de Zarca, e a sul com a Balca. A precipitação média anual na governadoria de Gérasa está na faixa de 400-500 mm, índice considerado entre os mais altos no país. A gama de elevação da província é de 300 a 1300 m acima do nível do mar, com água fresca e córregos do rio Zarca, que flui através dele, por planícies férteis, colinas e montanhas com um clima ameno do Mediterrâneo, flora e fauna.

## Indústria e agricultura
Gérasa é conhecida por seu amplo olival e suas orquídeas. Quase um quarto da superfície total da província é coberta por algumas oliveiras que datam da época romana. As estimativas indicam que o número de oliveiras em Gérasa seja de 2 milhões de árvores. Gérasa tem uma produção anual total de 6 500 toneladas. de oliva e 1 300 toneladas de azeite.
A cidade capital da província, Gérasa, está em uma equidistância das três maiores cidades da Jordânia, Amã, Irbide e Zarca (48 km de Amã, a 40 km de Irbide, e 50 km de Zarca), essa proximidade se mostrou difícil para a cidade para atrair investimentos, porque investidores tendem a investir nessas cidades.